# Jakob Johan Maexmontan
Jakob Johan Maexmontan, född 13 oktober 1796 i Åbo, död 4 februari 1884 i Pikis, var en finländsk godsägare och jägare, kallad "Finlands jaktkung". 
Maexmontan ärvde ett handelshus i Åbo efter fadern, men bosatte sig efter Åbo brand 1827 på sin egendom Bussila i Pikis. Han var en ivrig och skicklig jägare och framstående vapenexpert, idag främst känd för sina böcker om jakt och jaktvapen, bland annat Stöfvaren (1850), Dubbelbössan (1852) och Orrjakt med bulvaner (1852). Finlands jaktmuseum utgav 2005 som faksimilutgåva med översättning till finska Om harjakt med stöfvare-Jäniksen metsästys ajokoiran avulla (redaktör: Pentti Kataja). Maexmontans vapensamling bildar stommen i Finlands jaktmuseums samlingar i Riihimäki.